# Никитин, Виктор Алексеевич
Виктор Алексеевич Никитин (16 января 1928, д. Николаевка Усманского уезда Воронежской губернии — 22 июля 1999) — управляющий отделением совхоза «Петровский» Добринского района Липецкой области. Герой Социалистического Труда (1966).

## Биография
Родился 16 января 1928 года в крестьянской семье в д. Николаевка современного Добринского района Липецкой области. В 1939 году пятнадцатилетним подростком вступил в колхоз «Петровский» Добринского района. В колхозе трудился слесарем, помощником комбайнёра и трактористом. В 1957 году назначен управляющим колхозным отделением. В это же время колхозом руководил Иван Воловченко, который вывел это сельскохозяйственное предприятия в число передовых хозяйств Липецкой области.
Совхоз «Петровский» к началу 1960-х годов являлся передовым. Н.С. Хрущёв с трибуны XXII съезда КПСС (1961 год) приводил в пример это хозяйство, называя его одним из лучших в стране, а 8 марта 1963 года назначил его директора И.П. Воловченко Министром сельского хозяйства СССР. В 1965 году хозяйство первым в области получило прибыль в 1 миллион рублей. А уже через три года – 6 миллионов. 
Указом Президиума Верховного Совета СССР от 23 июня 1966 года за успехи, достигнутые в увеличении производства и заготовок пшеницы, ржи, гречихи, риса, других зерновых и кормовых культур и высокопроизводительном использовании техники, Никитину Виктору Алексеевичу присвоено звание Героя Социалистического Труда с вручением ордена Ленина и золотой медали «Серп и Молот».
В 1980-е годы вышел на пенсию.
Скончался в  1999 году.

## Награды
- Золотая медаль «Серп и Молот» (23.06.1966);
- Орден Ленина (23.06.1966).
- Орден Трудового Красного Знамени (1973)
- Медаль «За трудовую доблесть»
- Медаль «В ознаменование 100-летия со дня рождения Владимира Ильича Ленина» (6 апреля 1970)
- и другими